# A Lista do Juiz
A Lista do Juiz (The Judge's List, em inglês, no original) é um romance de suspense jurídico escrito pelo autor americano John Grisham, publicado pela Doubleday em outubro de 2021. 
Nele participam personagens apresentados no romance de Grisham de 2016, The Whistler, incluindo a investigadora do Conselho de Conduta Judicial da Flórida, Lacy Stoltz.

## Resumo
Três anos após os acontecimentos de The Whistler, Lacy Stolz está cansada da sua atividade como investigadora do Conselho de Conduta Judicial da Flórida. Mas quando uma mulher, chamada Jeri Crosby, vem ter com ela e com comportamento nervoso, transmite a Lacy que um juiz em exercício, Ross Bannick, é um assassino, Lacy fica relutante inicialmente em se envolver, ainda que Jeri esteja obcecada em levar o serial killer à justiça.
O pai de Jeri foi uma das vítimas de Bannick, 20 anos antes, embora o seu caso nunca tenha sido resolvido pelas entidades judiciais. Jeri investigou Bannick durante duas décadas e descobriu outras vítimas ao longo do tempo.
Embora a culpa de Bannick não esteja realmente em dúvida, encontrar provas para condená-lo é um desafio muito maior, porque ele conhece a lei e está sempre um passo à frente da aplicação da lei. Ele tem uma lista que inclui os nomes de todos os seus alvos que o prejudicaram de alguma forma, e Lacy deve ajudar Jeri a encontrar prova da culpa dele, sem que nenhuma delas se torne a sua próxima vítima.
No clímax do livro, Jeri é sequestrada por Bannick, que tenta também sequestar Lacy, mas esta e o irmão dela, Gunther, evitam esta armadilha e forçam Bannick a fugir. Antes que as forças políciais o consigam apanhar, no entanto, ele ingere uma overdose de droga após mutilar os dedos com ácido para não ser possível obter dele impressões digitais, isto numa clínica de reabilitação. Mais tarde, Jeri consegue encontrar uma carrinha que Bannick tinha usado antes, a qual ainda tinha impressões digitais dele que o FBI pôde usar para provar dois dos homicídios de Bannick.

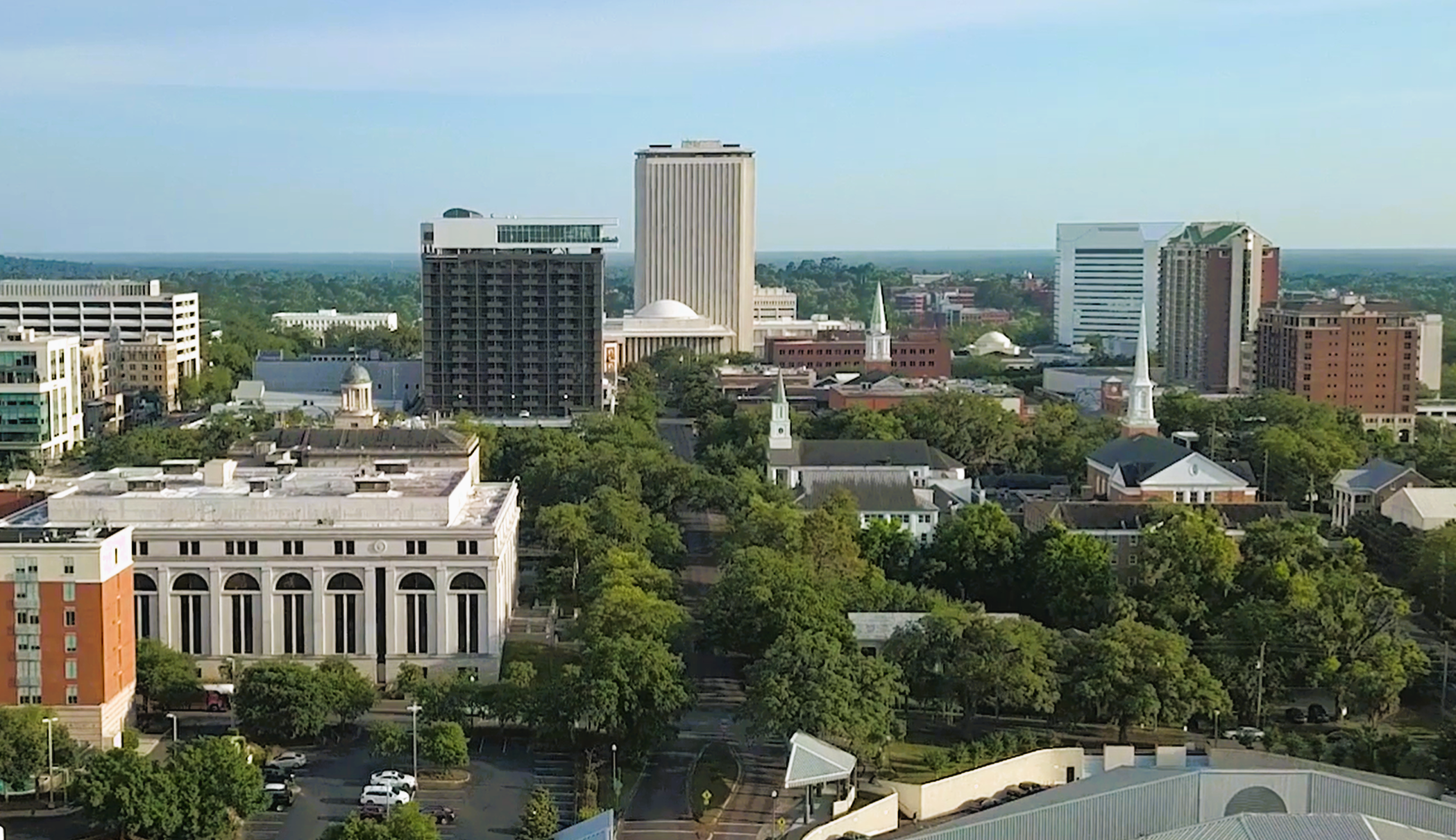
Baixa de Tallahassee, na Florida, onde estava supostamente instalado o CCJ

## Temas
O tema principal do livro é a ocorrência de assassinos em série nos EUA. O Autor apresenta o seguinte trecho de conversa entre duas personagens:
"Neste país ocorrem em média 15000 assassínios por ano. Um terço não são nunca resolvidos. São 5.000 neste ano, no ano passado, no ano anterior. Desde 1960, mais de 200.000. Há tantos assasssínios não resolvidos que é impossível dizer que esta vítima, ou qualquer outra, morreu às mão de um assassino em série. A maioria dos especialistas considera que essa é uma das razões porque eles deixam pistas. Eles querem que alguém saiba que eles andam por aí. Eles medram com o medo e o terror. Como eu digo, eles não querem ser apanhados, mas querem que algém saiba."
"Então ninguém, nem mesmo o FBI, sabe quantos assassinos em série não são apanhados?
"Ninguém. E alguns dos mais famosos nunca foram identificados. Nunca apanharam o Jack, o Estripador.
Mais à frente, outra conversa entre duas personagens:
" Quem tem o recorde norteamericano de assassínios?
"Assassínios?
"Assassínios. Corpos sem vida. É o que os polícas dizem.
"Jesus, não sei. Não dizem que esse tal Gacy matou umas dúzias em Chicago?
"John Wayne Gacy matou 32, ou pelo menos esse é o número que ele pôde recordar-se. Enterrava-as debaxo da casa dele, nos subúrbios. Os técnicos forenses descobriram restos de 28, pelo que os polícias acreditam na confissão dele. Ele disse que tinha atirado alguns ao rio, mas não tinha a certeza de quantos foram.
"E Ted Bundy?
"Ted Bundy confessou oficialmente que matou 30, mas mudava por vezes as suas histórias. Antes de ser fritado na cadeira elétrica, aqui neste nosso querido Estado, ele passou muito tempo com investigadores vindos de todo o país, principalmente do oeste, donde ele era. Ele tinha uma mente brilhante, mas simplesmente não conseguia recordar-se de todas as suas vítimas. Acredita-se em geral que ele matou cerca de 100 mulheres jovens, mas tem sido impossível confirmar isso. Ele frequentemente matava várias num só dia, e até mesmo raptava as suas vítimas do mesmo local. Ele tem o meu voto como o mais doentio de um punhado de doentios."

## Recepção
O romance estreou em primeiro lugar na lista de best-sellers de ficção do The New York Times na semana que terminou em 23 de outubro de 2021.
A Kirkus Reviews considerou este romance como "bugiganga brilhante e caótica que certamente agradará aos muitos fãs de Grisham".